# Эдо (город)
Э́до (яп. 江戸 — эстуарий) — старое название Токио, современной столицы Японии, до 1868 года. Так называют старинную центральную часть города вблизи замка Эдо.
В течение всего периода Эдо (1603—1867) город играл роль политико-административного центра Японии, хотя и не являлся столицей страны, роль которой в то время исполнял Киото. Город был резиденцией сёгуната Токугава, управлявшего Японией с 1603 по 1868 год.
К XVII веку Эдо из маленького поселения превратился в один из самых крупных и густонаселённых городов мира, в XVIII веке его население превысило отметку в один миллион человек.

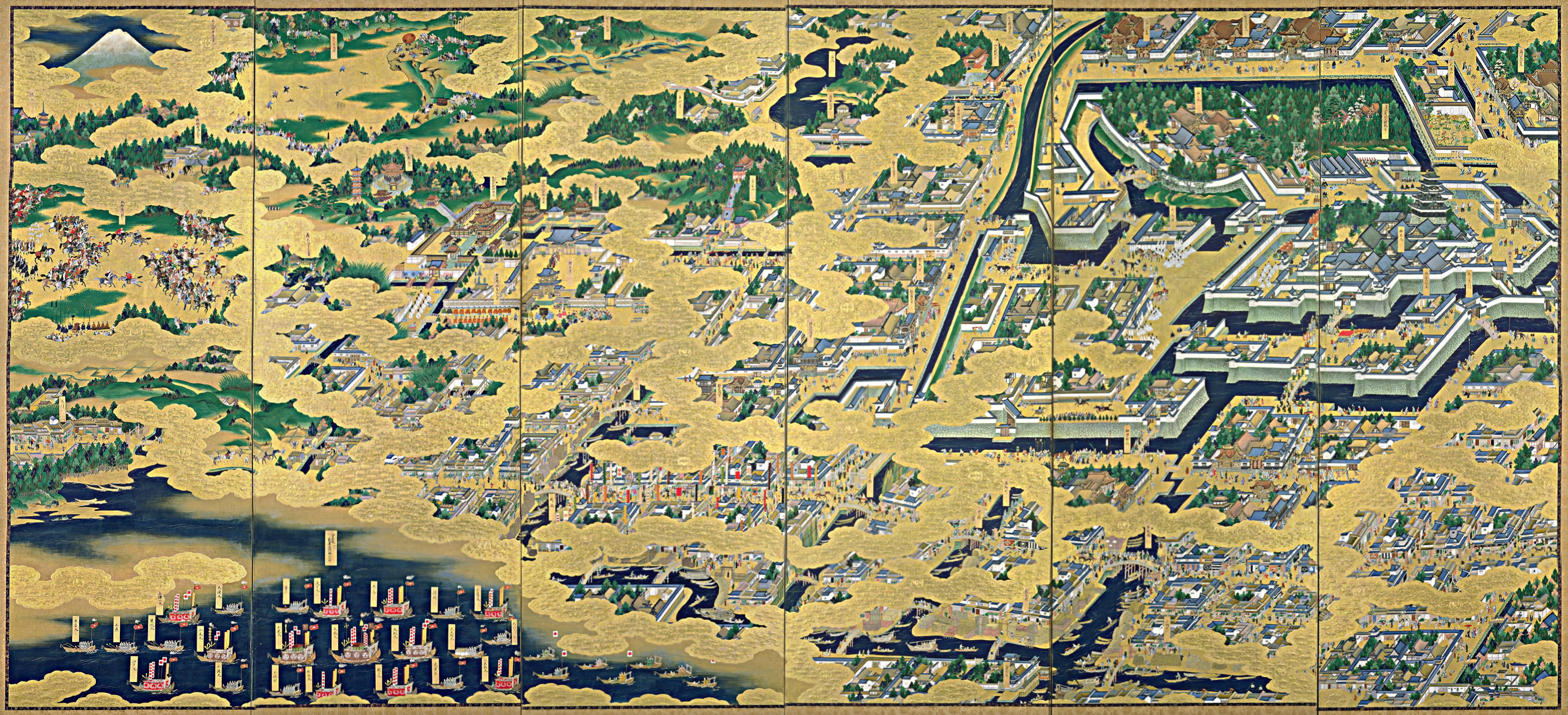
Панорама города Эдо, часть изображения на складной ширме «Эдо-дзу бёбу», первая половина XVII века

## История
Заболоченую местность региона Канто, где река Сумида-гава впадала в залив, называли Эдо, что означает «ворота в залив» или «устье реки».
Ещё в XII веке местный правитель Титибу Сигэцугу построил в этой местности небольшое укрепление.
Начало истории города Эдо было положено в 1456 году, когда местный правитель вассал дома Уэсуги Ода Докан приказал возвести небольшой за́мок на месте старого укрепления для защиты территорий от врагов. Официальной датой основания Эдо считается 8 апреля 1457 года — дата окончания строительства замка Эдо.
Замок состоял из трёх частей, имел две башни и пять ворот, по периметру был защищён рвом с водой. В то время замок был самым известным в регионе Канто. Покинувшие разрушенную столицу из-за войны годов Онин аристократы и монахи находили в замке убежище. Призамковый город, выросший из деревни Хиракава на южном берегу одноимённой речки, постепенно разрастался. В 1468 году Ода Докан был убит по приказу Уэсуги Садамаса, и город быстро пришёл в упадок и опустел. Этот период продлился около ста лет.

### 1590—1602
С 1590 года земли региона Канто вошли в состав владений Токугава Иэясу. Состояние замка и других построек было плачевным, местные жители селились в нескольких небольших деревушках вокруг замка. Город даже не был обнесён защитной стеной по периметру. Однако, посчитав месторасположение Эдо экономически и стратегически выгодным, Токугава Иэясу начинает развивать город. Стены старого замка были снесены, территория его была расширена, рвы засыпаны землёй. В 1599 году, к тому времени как будущий сёгун Токугава Иэясу стал уже вторым человеком в стране, Эдо развился в оживлённый город.
Для обеспечения движения вокруг Эдо и усиления контроля над территорией в 1601 году Токугава Иэясу начинает строительство пяти главных дорог (яп. 五街道 гокайдо), берущих своё начало из Эдо. Каждая из магистралей соединяла Эдо с основными частями страны. Путь Токайдо (яп. 東海道) вёл в Киото по Тихоокеанскому побережью, Накасэндо (яп. 中山道) — также в Киото, но дорога проходила по горной территории. По Косюкайдо (яп. 甲州街道) город Эдо сообщался с провинцией Каи (современная префектура Яманаси). Дорога Никкокайдо (яп. 日光街道) вела в город Никко, а Осюкайдо (яп. 奥州街道) — в провинцию Муцу.

### 1603—1616

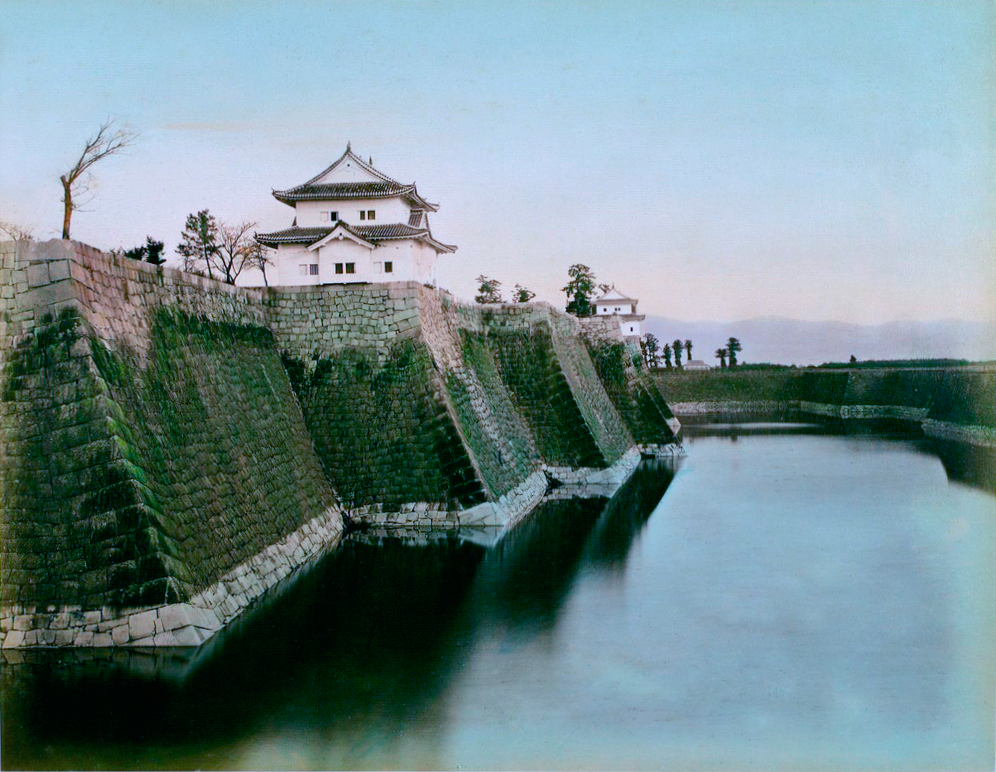
Ров и стены, окружавшие замок Эдо, Феликс Беато, 1868 год

В 1603 году, став сёгуном, Токугава сделал Эдо резиденцией бакуфу (яп. 幕府) — правительства сёгунов. В последующие годы Токугава занимался обновлением и расширением замка Эдо, замок был окружён широким рвом и обнесён массивной внешней стеной, шириной 5 метров и общей длиной 16 км. Для входа в замок использовались 11 ворот. Центр Эдо застраивался по образцу тогдашней столицы Японии — города Киото, который в свою очередь был построен по образцу столицы китайской династии Тан. Местность, окружавшая замок, также испытала на себе изменения, холмы выравнивались, а болота были засыпаны землёй.

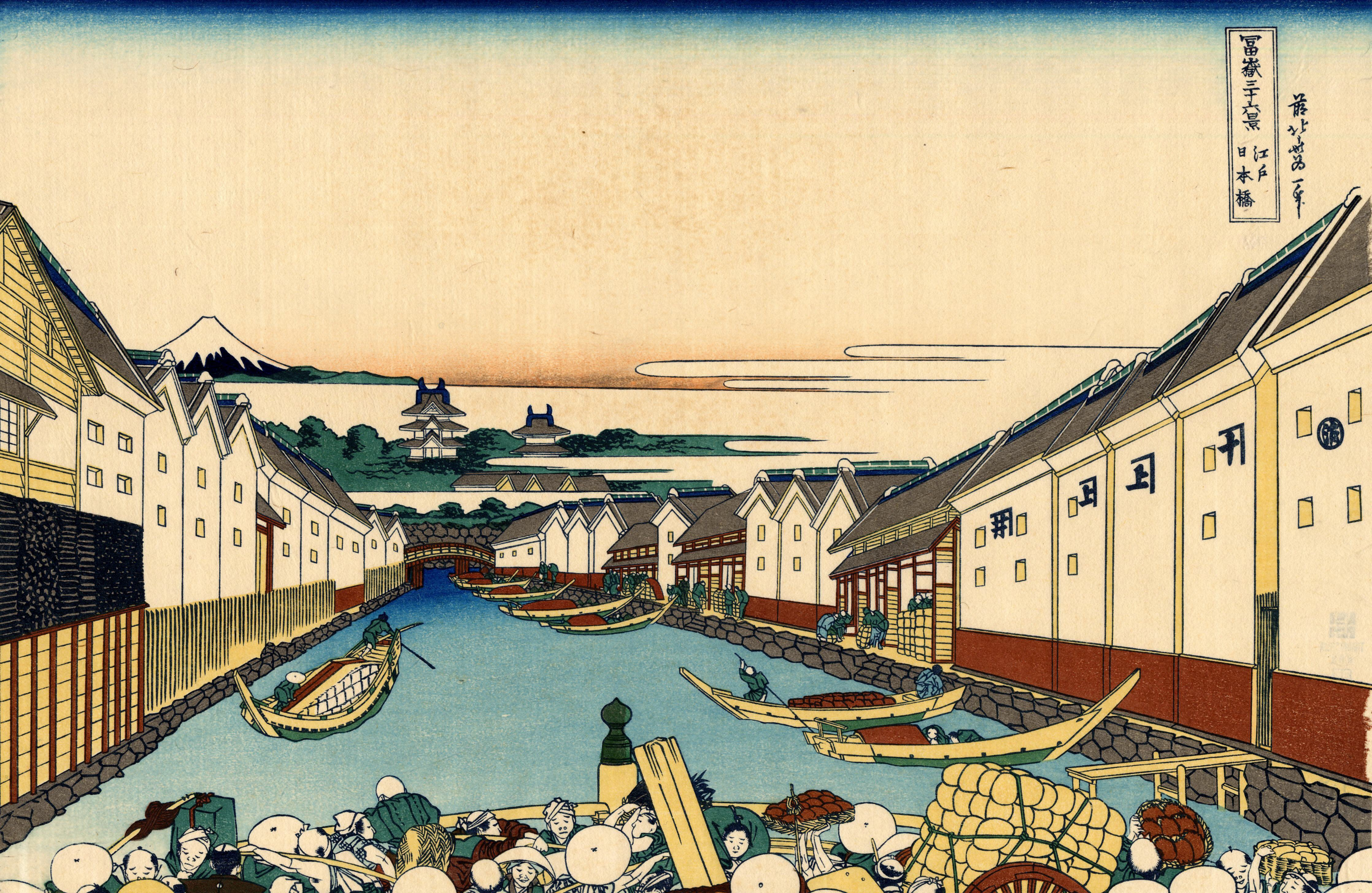
«Мост Нихомбаси в Эдо», серия цветных гравюр «Тридцать шесть видов Фудзи», Кацусика Хокусай, 1830

По судоходному каналу «Досан-бори», ведущему от залива к центру города, подвозились камень, лес и другие строительные материалы, различные товары. Также Токугава распорядился провести воду в замок.
Построенный в 1603 году деревянный мост Нихомбаси (яп. 日本橋 «японский мост) считается главным мостом в стране. По приказу Токугавы в течение нескольких столетий все расстояния отмерялись от этого моста, который считался географическим центром страны. Современные знаки на автобанах, показывающие расстояние до Токио, указывают именно на расстояние до моста Нихомбаси.
По распоряжению Токугавы Иэясу из Канадзавы в Эдо была перевезена библиотека дома Ходзё, которую собирали в течение более чем 300 лет. Благодаря сёгуну, привлекавшему в Эдо учёных, ремесленников, художников и писателей, город постепенно превращался в культурный центр страны.

### 1616—1868
В 1653 году в город была проведена питьевая вода из реки Тамагава.
Уже в XVII веке площадь города составляла 43,9 км². По площади Эдо намного превышал крупные города Европы — Рим и Лондон.
С 1645 года районы Эдо разделялись и вход был организован через ворота, которые держались закрытыми с десяти часов вечера до рассвета. Эти меры предпринимались для предотвращения беспорядков из-за действий различных преступных банд.
Немецкий врач, путешественник и натуралист Энгельберт Кемпфер, работавший на голландскую факторию в Нагасаки и дважды посещавший Эдо в 1691 и 1692 годах, был одним из первых европейцев сделавших серьёзное описание Японии. В своих записях он описывал Эдо следующим образом:

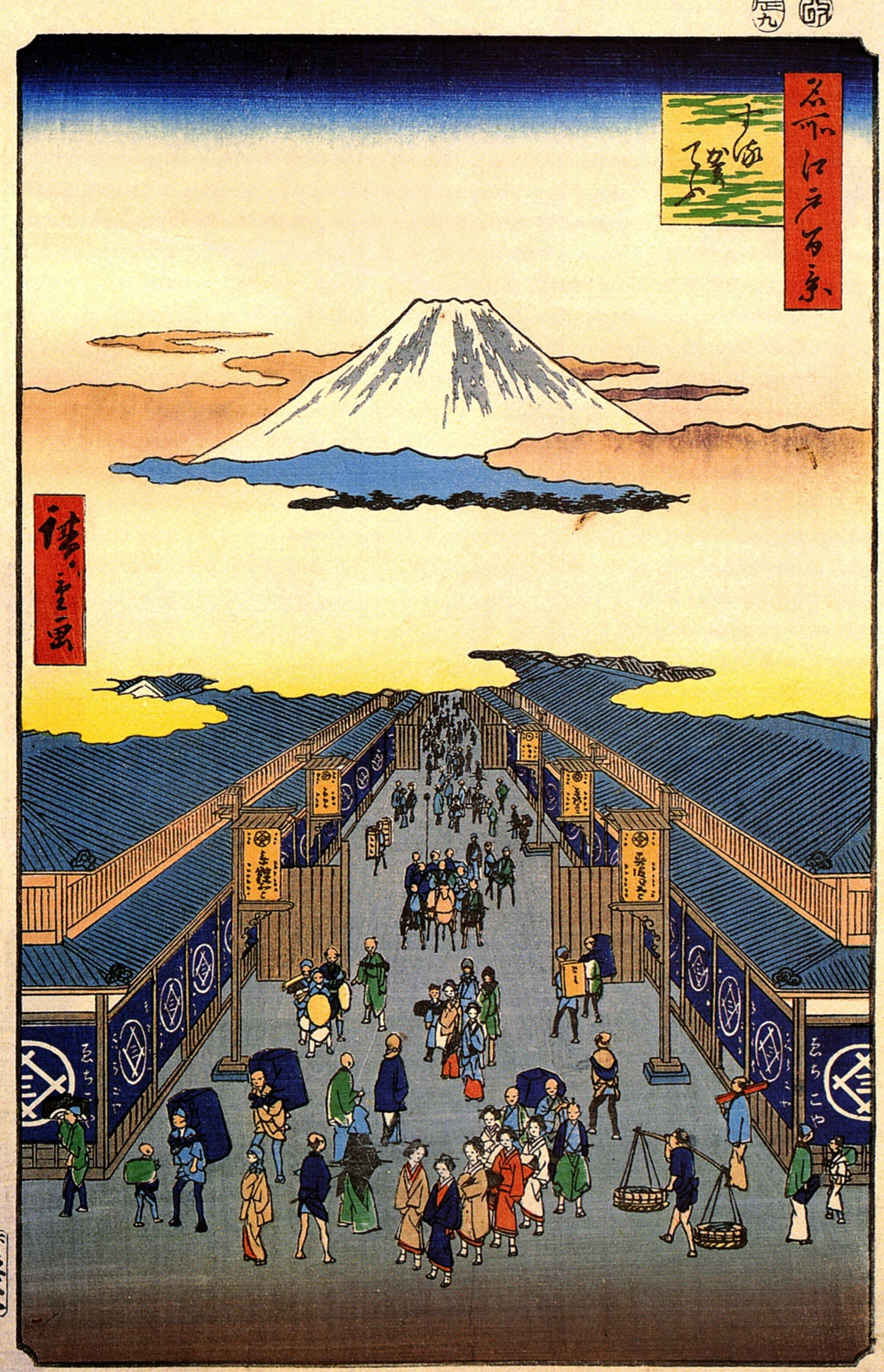
Улица Суруга-тё, 1856 год, Сто знаменитых видов Эдо, Хиросигэ

«Среди пяти главных торговых городов… Эдо первый и главный, резиденция императора, столица, крупнейший город государства…
Обращённый к морю, он напоминает очертанием полумесяц, 7 миль в длину, 5 в ширину. Город очень многолюдный, там много моряков, иностранцев и духовных лиц».

Прямо у городских ворот раскинулся рыбный рынок, где продавали разные морские растения, моллюсков и рыбу, которыми здесь питаются все. Мы двигались по главной улице, она извиваясь, шла на север через весь город. Мы миновали несколько величественных мостов над мелкими речушками и грязными канавами, шли мимо маленьких улочек, убегавших налево от главной улицы…
На главной улице шириной в 50 шагов толпа была невероятной, пока мы по ней ехали, нас обгоняли процессии принцев и придворных, на носилках проплывали мимо богато одетые дамы. Мы встретили отряд из ста пожарников, идущих строевым шагом так же, как они ходят у нас в Европе; одеты они были в кожаные куртки для защиты от огня, одни несли длинные пики на плечах, другие — пожарные багры. В середине отряда ехал их капитан.
По обеим сторонам улицы располагались многочисленные хорошо оборудованые магазины. Здесь продавали ткани, занавеси, шёлк, лекарства, фигурки идолов, книги, изделия стеклодувов и многое другое…

#### Пожары и стихийные бедствия
Город часто страдал от пожаров, в среднем один большой пожар возникал в Эдо раз в три года. Всего с 1600 по 1866 год в городе было зарегистрировано около 20 крупных пожаров.
По указанию правительства в 1629 году была создана первая пожарная команда. С 1718 года для тушения пожаров начали привлекать горожан, спустя два года в каждом квартале Эдо были созданы противопожарные отряды.
Тем не менее в 1657 году город три раза был охвачен пожаром, сильно пострадала половина зданий города, потери среди горожан оцениваются в 108 тысяч человек. В 1772 году пожар уничтожил большую часть деревянных строений в Эдо, а в 1806 году огонь разрушил восточную часть города, где располагались усадьбы самураев.
В 1703 году Эдо сильно пострадал от крупного землетрясения, унёсшего жизни более двух тысяч человек.
Как и в других крупных городах Японии, из-за повышения цен на рис в середине XVIII века происходили бунты. Так в 1733, 1787 и 1866 годах во время волнений в Эдо бедняки разрушали дома богачей и магазины, торгующие рисом. Количество бунтующих достигало пяти тысяч человек.

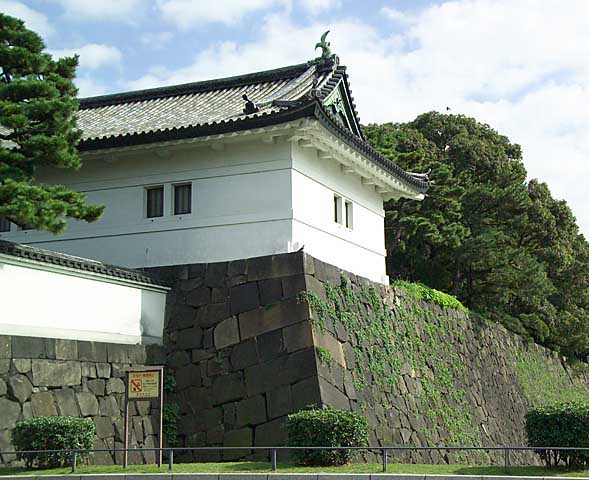
Часть замка Эдо, современного Императорского дворца

### Переименование Эдо
В 1868 году во время реставрации Мэйдзи резиденция императора была перемещена в Эдо, а сам город получил новое название Токё (東京, восточная столица). В русском языке закрепилась передача названия как Токио.
В 1943 году город Токио был провозглашён официальной столицей страны.
Замок Эдо был перестроен в императорский дворец Токио.

## Географическое положение и административное деление

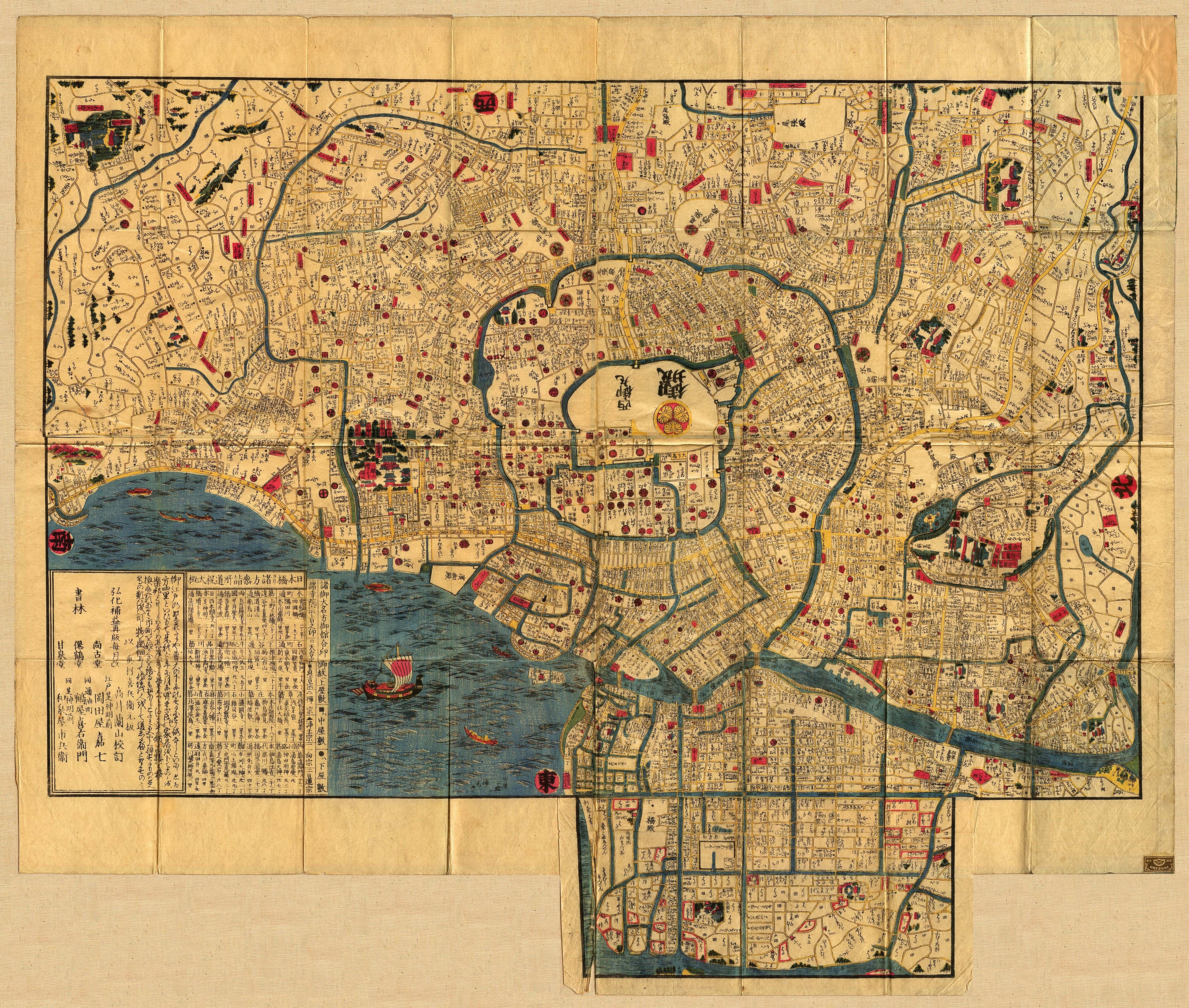
Карта Эдо, 1844—1848

Эдо расположен в регионе Канто на острове Хонсю. Город развивался по типу призамкового города, застраивался хаотично. Эдо был разделён на два больших жилых массива, холмистая часть города, в которой находились усадьбы самураев, называлась Яманотэ, купцы и ремесленники селились в расположенных на равнине кварталах Ситамати. В центре города возвышался замок сёгунов Токугава.

## Население
В конце XVII века его население составило 430 тыс. человек, а в 1721 году — более одного миллиона человек.
Рост населения города был во многом обусловлен введённой системой заложничества санкин котай (яп. 参勤交代), согласно которой все даймё могли жить в своих замках лишь один год, а каждый второй год были обязаны проводить при дворе сёгуна. При этом семья даймё оставалась в Эдо, а сам он тратил большую часть времени на переезды. Вместе с даймё в Эдо проживала его многочисленная свита, сотни его слуг и самураев, для их обеспечения и обслуживания в Эдо переезжали простые горожане. К тому же из-за частых пожаров в Эдо каждый даймё мог владеть не одной усадьбой, а несколькими. Система санкин котай окончательно сформировалась в 1634—1635 годах.

## Градоуправление
Сёгунат назначал градоначальников, так называемых мати бугё (яп. 江戸町奉行 эдо мати бугё), которые следили за порядком в городе, занимались административными и судебными вопросами. В течение периода Эдо городом управляли двое мати бугё, но в период с 1702 по 1719 градоначальников в Эдо было трое.
Под управлением мати бугё находились лишь городские жители, самураи же, составлявшие около 50 % жителей Эдо, не подчинялись градоначальникам.

## Музей Эдо-Токио
В марте 1993 года в Токио открылся исторический музей Эдо-Токио (яп. 江戸東京博物館 эдо-токё хакубуцукан), посвящённый истории города.
В музее выставлены фотографии, макет замка Эдо, миниатюры зданий и мостов города в период Эдо.

## Известные уроженцы и жители
- Мацудайра Саданобу (1759—1829) — японский государственный деятель, даймё княжества Сиракава (1783—1812), председатель правительства страны в 1787—1793 годах, советник сёгуна (регент) в 1788—1793.
- Нанивая Окита (1778—?) — служанка в чайной, любимая модель художника Китагава Утамаро.
- Тани Бунтё (1763—1841) — японский художник и поэт.
- Ямада, Бимё (1868—1910) — японский писатель, поэт, литературный критик периода Мэйдзи.
- Накано Такэко (1847—1868) — японская женщина-самурай.
- Намбоку Цуруя (1755–1829) – японский прозаик, драматург.